# Sextet (dichtvorm)
Een sextet wordt gevormd door de laatste zes regels van een sonnet. Deze kunnen worden verdeeld in twee terzinen.

## Voorbeeld
Notre-Dame de Paris
Hing die wolk stil en viel de kathedraal?
‘k Was niet op mijn gemak op vaders schouders
hij zette mij op straat, en zei: de bouwers
der kerk hadden in hun versteende taal
voorgoed gebeiteld Gods proces-verbaal,
van Adam en Eva, zond’ge voorouders
tot op de dag des oordeels, met voor houders
van ’n aflaatbrief toegang rechts aan de zaal.
‘k Begreep het wel: de toren viel niet om.
’t Zou ook niet kunnen merkte ik, want rondom
het klokkenhuis zag ‘k kleine mensjes lopen.
Om daar te komen moest je een kaartje kopen,
Maar daarvoor stond de port’monnee niet open:
Geen cent ging naar Rome – ik wist niet waarom.
J. Kuijper
Deze laatste zes regels, van "'k Begreep.." tot "..niet waarom." zijn een sextet.
distichon (2 versregels) · terzine (3 versregels) · kwatrijn (4 versregels) · kwintijn (5 versregels) · stanza (5 of meer versregels) · sextet (6 versregels) · octaaf (8 versregels) · sonnet (specifieke dichtvorm bestaande uit 14 versregels) · vrije poëzie (zonder vaste dichtvorm)